# Simulium zonatum
Simulium zonatum är en tvåvingeart som beskrevs av Edwards 1934. Simulium zonatum ingår i släktet Simulium och familjen knott. Inga underarter finns listade i Catalogue of Life.